# Elecciones municipales de Maynas de 2022
Las elecciones municipales de Maynas de 2022 se llevaron a cabo el 2 de octubre de 2022 para elegir al alcalde y al Concejo Provincial de Maynas para el periodo 2023-2026. La elección se celebró simultáneamente con elecciones regionales y municipales (provinciales y distritales) en todo el Perú.

## Sistema electoral
La Municipalidad Provincial de Maynas es el órgano administrativo y de gobierno de la provincia de Maynas. Está compuesta por el alcalde y el Concejo Provincial.
La votación del alcalde y el concejo se realiza en base al sufragio universal, que comprende a todos los ciudadanos nacionales mayores de dieciocho años, empadronados y residentes en la provincia de Maynas y en pleno goce de sus derechos políticos, así como a los ciudadanos no nacionales residentes y empadronados en la provincia de Maynas. No hay reelección inmediata de alcaldes.
El Concejo Provincial de Maynas está compuesto por 15 regidores elegidos por sufragio directo para un período de cuatro (4) años, en forma conjunta con la elección del alcalde (quien lo preside). La votación es por lista cerrada y bloqueada. Se asigna a la lista ganadora los escaños según el método d'Hondt o la mitad más uno, lo que más le favorezca.

## Composición del Concejo Provincial de Maynas
La siguiente tabla muestra la composición del Concejo Provincial de Maynas antes de las elecciones.
| Partidos | Partidos                              | Regidores |
| -------- | ------------------------------------- | --------- |
|          | Movimiento Esperanza Región Amazónica | 9         |
|          | Restauración Nacional                 | 4         |
|          | Movimiento Integración Loretana       | 2         |

## Elecciones internas
Los partidos políticos realizaron la convocatoria a elecciones internas (15–22 de enero de 2022) para definir a los candidatos de sus organizaciones en listas cerradas y bloqueadas. Se someten a elección las candidaturas a:
- Alcaldía Provincial de Maynas (1 candidatura).
- Concejo Provincial de Maynas (15 candidaturas).
- Alcaldías distritales de Maynas (10 candidaturas).
- Concejos distritales de Maynas (64 candidaturas).

Existen dos modalidades para la organización de las elecciones internas:
- Modalidad de elección directa: con voto universal, libre, voluntario, igual, directo y secreto de los afiliados. Será la modalidad utilizada por Movimiento Esperanza Región Amazónica,[5] Acción Popular,[6] Alianza para el Progreso,[7] Somos Perú,[8] Movimiento Resistencia Amazónica,[5] el Partido Morado,[9] Loreto para Todos[5] y Juntos por Loreto.[5] Las elecciones serán el 15 de mayo de 2022.
- Modalidad de delegados: a través de delegados previamente elegidos mediante voto universal, libre, voluntario, igual, directo y secreto de los afiliados. Será la modalidad utilizada por Fuerza Popular,[10] Movimiento Independiente Reivindiquemos Loreto,[5] Podemos Perú,[11] Fuerza Loretana,[5] Movimiento Independiente Loreto - Mi Loreto,[5] Movimiento Independiente Político Voluntad General Amazónica - VOGA,[5] Perú Libre,[12] Juntos por el Perú,[13] Avanza País,[14] Movimiento Independiente Adelante Loreto,[5] Renovación Popular,[15] Frente de la Esperanza[16] y Movimiento Descentralista Amazónico - MODA.[5] Las elecciones serán el 22 de mayo de 2022.

## Partidos y candidatos
A continuación se muestra una lista de los principales partidos y alianzas electorales que participan en las elecciones:
| Candidatura | Candidatura | Partidos y alianzas                                             | Candidatos | Candidatos                        | Ideología                                                          | Resultado previo | Resultado previo | Ref.   |
| Candidatura | Candidatura | Partidos y alianzas                                             | Candidatos | Candidatos                        | Ideología                                                          | Votos (%)        | Reg.             | Ref.   |
| ----------- | ----------- | --------------------------------------------------------------- | ---------- | --------------------------------- | ------------------------------------------------------------------ | ---------------- | ---------------- | ------ |
|             | MERA        | Lista - Movimiento Esperanza Región Amazónica (MERA)            |            | Roger Gronerth Pinedo             | Regionalismo loretano                                              | 32.99%           | 9                | [ 17 ] |
|             | AP          | Lista - Acción Popular (AP)                                     |            | Sophia Ríos Urrutia               | Partido atrapalotodo                                               | 4.49%            | 0                |        |
|             | FP          | Lista - Fuerza Popular (FP)                                     |            | Manuel Panduro Rengifo            | Fujimorismo Conservadurismo social Populismo de derecha            | 2.63%            | 0                |        |
|             | MIRELO      | Lista - Movimiento Independiente Reivindiquemos Loreto (MIRELO) |            | Richard Vásquez Salazar           | Regionalismo loretano                                              | 1.53%            | 0                |        |
|             | APP         | Lista - Alianza para el Progreso (APP)                          |            | Patricia Urquizo Berger           | Liberalismo económico Conservadurismo liberal Populismo de derecha | 1.49%            | 0                | [ 17 ] |
|             | PP          | Lista - Podemos Perú (PP)                                       |            | Óscar Morillas Silva              | Conservadurismo social Populismo Nacionalismo                      | 0.37%            | 0                |        |
|             | SP          | Lista - Somos Perú (SP)                                         |            | Vladimir Chong Ríos               | Democracia cristiana Conservadurismo social                        | Nuevo            | Nuevo            | [ 17 ] |
|             | PL          | Lista - Perú Libre (PL)                                         |            | Ernesto Concha La Torre           | Socialismo del siglo XXI Marxismo-leninismo Mariateguismo          | Nuevo            | Nuevo            |        |
|             | Mi Loreto   | Lista - Movimiento Independiente Loreto - Mi Loreto (Mi Loreto) |            | Jorge Monasí Franco               | Regionalismo loretano                                              | Nuevo            | Nuevo            | [ 17 ] |
|             | LPT         | Lista - Loreto para Todos (LPT)                                 |            | Joaquín García de Freitas         | Regionalismo loretano                                              | Nuevo            | Nuevo            |        |
|             | JxL         | Lista - Juntos por Loreto (JxL)                                 |            | Antonio Ríos Crisóstomo           | Regionalismo loretano                                              | Nuevo            | Nuevo            |        |
|             | MOVIL       | Lista - Misión Organizada Vía Integridad y Libertad (MOVIL)     |            | Viviana Ampuero Ferreira de Tafur | Regionalismo loretano                                              | Nuevo            | Nuevo            |        |

## Sondeos de opinión
Las siguientes tablas enumeran las estimaciones de la intención de voto en orden cronológico inverso, mostrando las más recientes primero y utilizando las fechas en las que se realizó el trabajo de campo de la encuesta. Cuando se desconocen las fechas del trabajo de campo, se proporciona la fecha de publicación.
Leyenda:
     Sondeo realizado en el periodo de prohibición legal de la difusión de sondeos de intención de voto.

### Intención de voto
La siguiente tabla enumera las estimaciones ponderadas (sin incluir votos en blanco y nulos) de la intención de voto.
|                                |                   |      |      |      |      |      |      |     |      |  |  |  |  |
| Elecciones municipales de 2022 | 2 oct 2022        | —    | 31.7 | 24.0 | 13.6 | 10.6 | 7.2  | 5.0 | 7.7  |  |  |  |  |
|                                |                   |      |      |      |      |      |      |     |      |  |  |  |  |
| Ipsos Perú/América             | 2 oct 2022        | ?    | 31.1 | 24.2 | 12.8 | 11.4 | –    | –   | 6.9  |  |  |  |  |
| Ipsos Perú/América             | 2 oct 2022        | ?    | 32.5 | 24.3 | 9.5  | 12.9 | 8.1  | –   | 8.2  |  |  |  |  |
| Loreto Investigación y Datos   | 2 oct 2022        | 2401 | 30.9 | 34.4 | 14.2 | –    | 6.0  | –   | 3.5  |  |  |  |  |
| Green Wit Company              | 7 sep 2022        | ?    | 15.9 | 19.2 | 28.0 | 17.6 | –    | –   | 8.8  |  |  |  |  |
| Loreto Consulta                | 6 sep 2022        | ?    | 43.5 | 23.1 | –    | 14.1 | 3.0  | 1.3 | 20.4 |  |  |  |  |
| Tadeo Marketing                | 1 sep 2022        | ?    | 16.7 | 24.0 | 30.8 | 15.1 | –    | –   | 6.8  |  |  |  |  |
| Loreto Investigación y Datos   | 21–30 ago 2022    | 1477 | 9.8  | 48.5 | 16.6 | 14.9 | 4.3  | 3.0 | 31.9 |  |  |  |  |
| Green Wit Company              | 19–21 ago 2022    | ?    | 15.0 | 18.4 | 28.2 | 16.7 | –    | –   | 9.8  |  |  |  |  |
| Tadeo Marketing                | 18 ago 2022       | ?    | 15.4 | 25.4 | 27.2 | 23.7 | –    | –   | 1.8  |  |  |  |  |
| Green Wit Company              | 4–6 ago 2022      | 599  | 12.9 | 16.1 | 26.6 | 22.5 | –    | –   | 4.1  |  |  |  |  |
| Loreto Consulta                | 1–6 ago 2022      | 782  | 42.9 | 19.7 | 8.0  | 14.5 | 3.8  | –   | 23.2 |  |  |  |  |
| Loreto Investigación y Datos   | 22–26 jul 2022    | 1477 | 6.3  | 48.7 | 17.1 | 11.6 | 4.9  | 4.5 | 31.6 |  |  |  |  |
| Tadeo Marketing                | 20–23 jul 2022    | 1064 | 11.3 | 21.2 | 21.1 | 22.7 | 5.1  | –   | 1.5  |  |  |  |  |
| Encuestando                    | 18–22 jul 2022    | 600  | 11.2 | 20.2 | 19.1 | 30.3 | 6.7  | –   | 10.1 |  |  |  |  |
| Green Wit Company              | 8–10 jul 2022     | 599  | 11.6 | 15.5 | 19.0 | 27.6 | –    | –   | 8.6  |  |  |  |  |
| Loreto Consulta                | 27 jun–1 jul 2022 | 782  | 43.5 | 31.2 | 8.7  | 6.9  | 2.8  | –   | 12.3 |  |  |  |  |
| Tadeo Marketing                | 27–30 jun 2022    | 1064 | 10.7 | 15.3 | 21.5 | 29.1 | 4.6  | –   | 7.6  |  |  |  |  |
| Loreto Investigación y Datos   | 25–29 jun 2022    | 1068 | 6.3  | 44.7 | 15.7 | 14.5 | 5.1  | 3.6 | 29.0 |  |  |  |  |
| Green Wit Company              | 15–18 jun 2022    | 599  | 13.3 | 18.8 | 22.6 | 32.1 | –    | 2.2 | 9.5  |  |  |  |  |
| Loreto Consulta                | 30 may–3 jun 2022 | 782  | 41.6 | 34.3 | 8.8  | 7.1  | 3.1  | –   | 7.3  |  |  |  |  |
| Loreto Investigación y Datos   | 26–30 may 2022    | 1068 | 7.6  | 46.0 | 10.3 | 14.1 | 3.9  | 5.1 | 31.9 |  |  |  |  |
| Loreto Investigación y Datos   | 16–24 abr 2022    | 1067 | 10.6 | 47.9 | 7.3  | 14.7 | 4.5  | 0.7 | 33.2 |  |  |  |  |
| Tadeo Marketing                | 20–23 abr 2022    | 1064 | 8.3  | 17.8 | 22.7 | 29.0 | 8.2  | –   | 6.3  |  |  |  |  |
| Green Wit Company              | 24–27 mar 2022    | 599  | 5.3  | 18.5 | 20.3 | 24.1 | 5.3  | –   | 3.8  |  |  |  |  |
| Loreto Investigación y Datos   | 21–27 mar 2022    | 1067 | 18.1 | 51.3 | 7.9  | 25.4 | 6.2  | –   | 25.9 |  |  |  |  |
| Loreto Consulta                | 16–20 mar 2022    | 2383 | 20.6 | 21.9 | 3.4  | 26.9 | 8.6  | –   | 5.0  |  |  |  |  |
| Encuestando                    | 14–18 mar 2022    | 600  | 15.0 | 17.5 | 20.0 | 28.8 | –    | –   | 8.8  |  |  |  |  |
| Tadeo Marketing                | 23–26 feb 2022    | 1064 | 8.4  | 27.0 | 18.9 | 8.3  | 3.9  | –   | 8.1  |  |  |  |  |
| Loreto Investigación y Datos   | 15–25 feb 2022    | 785  | 9.1  | 36.4 | 3.7  | 17.9 | 14.0 | –   | 18.5 |  |  |  |  |
| Green Wit Company              | 9–12 feb 2022     | 400  | 18.4 | 28.7 | 13.8 | 13.5 | 5.4  | –   | 10.3 |  |  |  |  |
| Tadeo Marketing                | 1–4 feb 2022      | 1067 | –    | 30.5 | 4.4  | 19.9 | 8.6  | –   | 10.6 |  |  |  |  |
| Loreto Investigación y Datos   | 24–30 ene 2022    | 600  | 9.0  | 40.8 | 4.7  | 13.0 | 17.8 | –   | 23.0 |  |  |  |  |
| Encuestando                    | 19–22 ene 2022    | 600  | 16.9 | 15.4 | 12.3 | 24.6 | –    | –   | 7.7  |  |  |  |  |

### Preferencias de voto
La siguiente tabla enumera las preferencias de voto en bruto (incluyendo blancos, viciados y sin respuesta) y no ponderadas.
|                                        |                   |      |      |      |      |      |      |     |      |      |      |  |  |  |
| Elecciones municipales de 2022         | 2 oct 2022        | —    | 27.0 | 20.5 | 11.7 | 9.1  | 6.2  | 4.2 | 14.6 | –    | 6.5  |  |  |  |
|                                        |                   |      |      |      |      |      |      |     |      |      |      |  |  |  |
| Green Wit Company                      | 7 sep 2022        | ?    | 9.9  | 11.9 | 17.4 | 10.9 | –    | –   | 37.9 | –    | 5.5  |  |  |  |
| Loreto Consulta                        | 6 sep 2022        | ?    | 33.9 | 18.0 | –    | 10.9 | 2.3  | 1.0 | 15.6 | 6.5  | 15.9 |  |  |  |
| Tadeo Marketing                        | 1 sep 2022        | ?    | 10.1 | 14.5 | 18.6 | 9.1  | –    | –   | –    | 39.6 | 4.1  |  |  |  |
| Loreto Investigación y Datos           | 21–30 ago 2022    | 1477 | 7.8  | 38.6 | 13.2 | 11.9 | 3.4  | 2.4 | 20.5 | –    | 25.4 |  |  |  |
| Green Wit Company                      | 19–21 ago 2022    | ?    | 9.0  | 11.0 | 16.9 | 10.0 | –    | –   | 40.1 | –    | 5.9  |  |  |  |
| Tadeo Marketing                        | 18 ago 2022       | ?    | 9.1  | 15.0 | 16.1 | 14.0 | –    | –   | –    | 40.9 | 1.1  |  |  |  |
| Green Wit Company                      | 4–6 ago 2022      | 599  | 8.0  | 10.0 | 16.5 | 14.0 | –    | –   | 37.9 | –    | 2.5  |  |  |  |
| Loreto Consulta                        | 1–6 ago 2022      | 782  | 32.2 | 14.8 | 6.0  | 10.8 | 2.8  | –   | 19.1 | 6.0  | 17.4 |  |  |  |
| Loreto Investigación y Datos           | 22–26 jul 2022    | 1477 | 4.7  | 36.7 | 12.9 | 8.7  | 3.7  | 3.4 | 24.7 | –    | 23.8 |  |  |  |
| Tadeo Marketing                        | 20–23 jul 2022    | 1064 | 7.5  | 14.1 | 14.0 | 15.1 | 3.4  | –   | –    | 33.5 | 1.0  |  |  |  |
| Encuestando                            | 18–22 jul 2022    | 600  | 10   | 18   | 17   | 27   | 6    | –   | –    | 11   | 10   |  |  |  |
| Green Wit Company                      | 8–10 jul 2022     | 599  | 6.7  | 9.0  | 11.0 | 16.0 | –    | –   | –    | 42.1 | 5.0  |  |  |  |
| Loreto Consulta                        | 27 jun–1 jul 2022 | 782  | 30.0 | 21.5 | 6.0  | 4.7  | 1.9  | –   | 21.0 | 10.2 | 8.5  |  |  |  |
| Tadeo Marketing                        | 27–30 jun 2022    | 1064 | 7.0  | 10.0 | 14.0 | 19.0 | 3.0  | –   | –    | 34.8 | 5.0  |  |  |  |
| Loreto Investigación y Datos           | 25–29 jun 2022    | 1068 | 4.9  | 34.6 | 12.2 | 11.2 | 3.9  | 2.8 | 22.6 | –    | 22.4 |  |  |  |
| Green Wit Company                      | 15–18 jun 2022    | 599  | 6.0  | 8.5  | 10.2 | 14.5 | –    | 1.0 | 54.8 | –    | 4.3  |  |  |  |
| Loreto Consulta                        | 30 may–3 jun 2022 | 782  | 27.1 | 22.4 | 5.8  | 4.6  | 2.1  | –   | 22.1 | 12.7 | 4.7  |  |  |  |
| Loreto Investigación y Datos           | 26–30 may 2022    | 1667 | 5.5  | 35.5 | 7.5  | 10.3 | 2.8  | 3.8 | 27.2 | –    | 25.2 |  |  |  |
| Loreto Investigación y Datos           | 16–24 abr 2022    | 1067 | 7.5  | 33.5 | 5.2  | 10.4 | 3.2  | 0.5 | –    | 29.3 | 23.4 |  |  |  |
| Tadeo Marketing                        | 20–23 abr 2022    | 1064 | 5.2  | 11.1 | 14.2 | 18.1 | 5.1  | –   | –    | 37.5 | 3.9  |  |  |  |
| Green Wit Company                      | 24–27 mar 2022    | 599  | 3.5  | 12.2 | 13.4 | 15.9 | 3.5  | –   | –    | 34.0 | 2.5  |  |  |  |
| Loreto Investigación y Datos           | 21–27 mar 2022    | 1067 | 11.5 | 32.5 | 5.0  | 16.1 | 3.9  | –   | –    | 36.6 | 16.4 |  |  |  |
| Loreto Consulta                        | 16–20 mar 2022    | 2383 | 11.1 | 11.8 | 1.9  | 14.5 | 4.6  | –   | –    | 46.2 | 2.7  |  |  |  |
| Encuestando                            | 14–18 mar 2022    | 600  | 12   | 14   | 16   | 23   | –    | –   | –    | 20   | 7    |  |  |  |
| Tadeo Marketing                        | 23–26 feb 2022    | 1064 | 5.0  | 16.0 | 11.2 | 4.9  | 2.3  | –   | –    | 40.8 | 4.8  |  |  |  |
| Loreto Investigación y Datos           | 15–25 feb 2022    | 785  | 6.8  | 27.3 | 2.8  | 13.4 | 10.5 | –   | –    | 25.1 | 13.9 |  |  |  |
| Green Wit Company                      | 9–12 feb 2022     | 400  | 12.0 | 18.7 | 9.0  | 8.8  | 3.5  | –   | –    | 34.8 | 6.7  |  |  |  |
| Tadeo Marketing                        | 1–4 feb 2022      | 1067 | –    | 17.0 | 2.4  | 11.1 | 4.8  | –   | –    | 44.4 | 5.9  |  |  |  |
| Loreto Investigación y Datos           | 24–30 ene 2022    | 600  | 6.7  | 30.5 | 3.5  | 9.7  | 13.3 | –   | –    | 25.3 | 17.2 |  |  |  |
| Encuestando                            | 19–22 ene 2022    | 600  | 11   | 10   | 8    | 16   | –    | –   | –    | 35   | 5    |  |  |  |
| Loreto Investigación y Datos/La Región | 15–26 nov 2021    | 1015 | 6.2  | 28.8 | –    | 12.2 | 3.0  | –   | –    | 38.5 | 16.6 |  |  |  |
| Encuestando                            | 18–22 oct 2021    | 600  | 16   | 8    | 4    | 18   | –    | –   | –    | 20   | 2    |  |  |  |
| Tadeo Marketing                        | 14 oct 2021       | ?    | –    | –    | 9.0  | 11.5 | –    | –   | –    | 41.0 | 2.5  |  |  |  |
| Green Wit Company                      | 20–30 sep 2021    | 400  | –    | 3.0  | 8.0  | 11.0 | –    | –   | –    | 57.0 | 3.0  |  |  |  |
| Loreto Investigación y Datos           | 15–29 sep 2021    | 800  | 3.2  | 21.2 | –    | 10.2 | 5.2  | –   | –    | 46.7 | 11.0 |  |  |  |
| Tadeo Marketing                        | 1–4 sep 2021      | 1067 | –    | 5.1  | 4.9  | 12.5 | –    | –   | –    | 57.7 | 7.4  |  |  |  |
| Loreto Investigación y Datos           | 26–30 ago 2021    | 600  | 17.9 | 27.1 | –    | 0.7  | –    | –   | –    | 25.6 | 9.2  |  |  |  |
| Green Wit Company                      | 17–20 ago 2021    | 400  | –    | 6.5  | –    | 9.5  | –    | –   | –    | 58.9 | 3.0  |  |  |  |
| Loreto Investigación y Datos           | 21–30 jul 2021    | 600  | 2.2  | 17.8 | –    | 10.5 | –    | –   | –    | 43.5 | 7.3  |  |  |  |
| Encuestando                            | 12–16 jul 2021    | 600  | –    | 6    | –    | –    | –    | –   | –    | 26   | ?    |  |  |  |
| Loreto Investigación y Datos           | 25–29 jun 2021    | 600  | 0.3  | 17.5 | –    | 10.8 | –    | –   | –    | 47.3 | 6.7  |  |  |  |
| Tadeo Marketing                        | 21 jun 2021       | ?    | –    | 2.1  | –    | 10.4 | –    | –   | –    | 60.8 | 8.3  |  |  |  |
| Green Wit Company                      | 7–10 jun 2021     | 400  | –    | 6.5  | –    | 10.5 | –    | –   | –    | 56.6 | 4.0  |  |  |  |
| Green Wit Company                      | 12–14 may 2021    | 400  | –    | 6.0  | –    | 10.0 | –    | –   | –    | 53.4 | 4.0  |  |  |  |
| Tadeo Marketing                        | 3–6 may 2021      | ?    | –    | 5.0  | –    | 11.0 | 6.0  | –   | –    | 54.5 | 5.0  |  |  |  |
| Green Wit Company                      | 30 abr 2021       | ?    | –    | 7.2  | –    | 9.0  | –    | –   | –    | 42.5 | 1.8  |  |  |  |
| Tadeo Marketing                        | 28–31 mar 2021    | 1067 | –    | 8.6  | –    | 10.0 | –    | –   | –    | 51.9 | 1.4  |  |  |  |
| Encuestando                            | 22–26 feb 2021    | 600  | –    | 12   | –    | 23   | –    | –   | –    | 19   | 15   |  |  |  |
| Tadeo Marketing                        | 22–25 feb 2021    | 1067 | –    | 5.2  | –    | 12.3 | –    | –   | –    | 47.7 | 7.0  |  |  |  |
| Loreto Investigación y Datos           | 5–14 feb 2021     | 600  | –    | 19.2 | –    | 17.8 | –    | –   | –    | 49.2 | 1.4  |  |  |  |
| Green Wit Company                      | 3–6 feb 2021      | 400  | –    | –    | –    | 11.8 | –    | –   | –    | 35.0 | ?    |  |  |  |
| Tadeo Marketing                        | 25–28 ene 2021    | 1067 | –    | 5.2  | –    | 12.5 | –    | –   | –    | 47.1 | 7.0  |  |  |  |
| Green Wit Company                      | 13–16 ene 2021    | 400  | –    | –    | –    | 11.5 | –    | –   | –    | 31.0 | ?    |  |  |  |
| Loreto Investigación y Datos           | 4–13 dic 2020     | 600  | –    | 17.8 | –    | 18.3 | –    | –   | –    | 44.3 | 0.5  |  |  |  |
| Tadeo Marketing                        | 20–25 nov 2020    | 1067 | –    | 5.0  | –    | 17.2 | –    | –   | –    | 50.3 | 12.2 |  |  |  |
| Loreto Investigación y Datos           | 21–25 oct 2020    | 600  | –    | 13.7 | –    | 18.1 | –    | –   | –    | 37.8 | 4.4  |  |  |  |
| Loreto Investigación y Datos           | 20–25 sep 2020    | 600  | –    | 8.8  | –    | 17.5 | –    | –   | –    | 41.5 | 8.7  |  |  |  |
| Loreto Investigación y Datos           | 26–31 jul 2020    | 600  | –    | 5.7  | –    | 15.7 | –    | –   | –    | 44.2 | 10.0 |  |  |  |

## Resultados

### Sumario general
|                        |                                                         |              |              |              |           |           |
| Partidos y coaliciones | Partidos y coaliciones                                  | Voto popular | Voto popular | Voto popular | Regidores | Regidores |
| Partidos y coaliciones | Partidos y coaliciones                                  | Votos        | %            | +/−          | Total     | +/−       |
|                        | Somos Perú (SP)                                         | 68,772       | 31.65        | n/a          | 9         | +9        |
|                        | Movimiento Esperanza Región Amazónica (MERA)            | 52,253       | 24.05        | –8.94        | 3         | –6        |
|                        | Movimiento Independiente Reivindiquemos Loreto (MIRELO) | 29,626       | 13.64        | +12.11       | 1         | +1        |
|                        | Movimiento Independiente Loreto - Mi Loreto (Mi Loreto) | 23,110       | 10.64        | n/a          | 1         | +1        |
|                        | Alianza para el Progreso (APP)                          | 15,739       | 7.24         | +5.75        | 1         | +1        |
|                        | Loreto para Todos (LPT)                                 | 10,765       | 4.95         | Nuevo        | 0         | ±0        |
|                        | Misión Organizada Vía Integridad y Libertad (MOVIL)     | 6,467        | 2.98         | Nuevo        | 0         | ±0        |
|                        | Juntos por Loreto (JxL)                                 | 4,404        | 2.03         | Nuevo        | 0         | ±0        |
|                        | Fuerza Popular (FP)                                     | 2,389        | 1.10         | –1.53        | 0         | ±0        |
|                        | Perú Libre (PL)                                         | 1,562        | 0.72         | Nuevo        | 0         | ±0        |
|                        | Acción Popular (AP)                                     | 1,427        | 0.66         | –3.83        | 0         | ±0        |
|                        | Podemos Perú (PP)                                       | 760          | 0.35         | –0.02        | 0         | ±0        |
|                        |                                                         |              |              |              |           |           |
| Total                  | Total                                                   | 217,274      |              |              | 15        | ±0        |
|                        |                                                         |              |              |              |           |           |
| Votos válidos          | Votos válidos                                           | 217,274      | 85.45        | +0.74        |           |           |
| Votos en blanco        | Votos en blanco                                         | 16,804       | 6.61         | +0.67        |           |           |
| Votos nulos            | Votos nulos                                             | 20,200       | 7.94         | –1.41        |           |           |
| Votos emitidos         | Votos emitidos                                          | 254,278      | 67.01        | –2.92        |           |           |
| Abstenciones           | Abstenciones                                            | 125,206      | 32.99        | +2.92        |           |           |
| Votantes registrados   | Votantes registrados                                    | 379,484      |              |              |           |           |
|                        |                                                         |              |              |              |           |           |
| Fuente:                |                                                         |              |              |              |           |           |

### Concejo Provincial de Maynas
| Cargo                         | Autoridad electa            | Partido político | Partido político                               |
| ----------------------------- | --------------------------- | ---------------- | ---------------------------------------------- |
| Alcalde Provincial de Maynas  | Vladimir Chong Ríos         |                  | Somos Perú                                     |
| Regidora Provincial de Maynas | Paola Bances Chávez         |                  | Somos Perú                                     |
| Regidora Provincial de Maynas | María Rengifo Pérez de Ruiz |                  | Somos Perú                                     |
| Regidor Provincial de Maynas  | Erick Alván Flores          |                  | Somos Perú                                     |
| Regidora Provincial de Maynas | Nayla Gonzales Grandez      |                  | Somos Perú                                     |
| Regidor Provincial de Maynas  | Joaquín Pardavé Reátegui    |                  | Somos Perú                                     |
| Regidora Provincial de Maynas | Raquel Huaymacari Rengifo   |                  | Somos Perú                                     |
| Regidor Provincial de Maynas  | Steve Dávila Ruiz           |                  | Somos Perú                                     |
| Regidora Provincial de Maynas | Celeste Montes Pizango      |                  | Somos Perú                                     |
| Regidor Provincial de Maynas  | Juan Prada Grandez          |                  | Somos Perú                                     |
| Regidor Provincial de Maynas  | Joan Tello Pérez            |                  | Movimiento Esperanza Región Amazónica          |
| Regidora Provincial de Maynas | Kelly Viena Vela            |                  | Movimiento Esperanza Región Amazónica          |
| Regidora Provincial de Maynas | Yeshenia Alva Rodríguez     |                  | Movimiento Esperanza Región Amazónica          |
| Regidora Provincial de Maynas | Mary Pérez Guedes           |                  | Movimiento Independiente Reivindiquemos Loreto |
| Regidora Provincial de Maynas | Liz Ochoa Caman             |                  | Movimiento Independiente Loreto - Mi Loreto    |
| Regidor Provincial de Maynas  | Marco Arellano Ramírez      |                  | Alianza para el Progreso                       |

## Elecciones municipales distritales

### Sumario general
| Partidos y coaliciones | Partidos y coaliciones                                                     | Voto popular | Voto popular | Voto popular | Alcaldías | Alcaldías |
| Partidos y coaliciones | Partidos y coaliciones                                                     | Votos        | %            | +/−          | Total     | +/−       |
| ---------------------- | -------------------------------------------------------------------------- | ------------ | ------------ | ------------ | --------- | --------- |
|                        | Somos Perú (SP)                                                            | 48,264       | 34.02        | n/a          | 3         | +3        |
|                        | Movimiento Independiente Reivindiquemos Loreto (MIRELO)                    | 25,824       | 18.21        | +16.95       | 1         | +1        |
|                        | Movimiento Esperanza Región Amazónica (MERA)                               | 25,271       | 17.82        | –11.13       | 2         | +1        |
|                        | Loreto para Todos (LPT)                                                    | 12,836       | 9.05         | Nuevo        | 1         | +1        |
|                        | Movimiento Independiente Loreto - Mi Loreto (Mi Loreto)                    | 11,257       | 7.94         | n/a          | 1         | +1        |
|                        | Alianza para el Progreso (APP)                                             | 10,645       | 7.50         | +6.76        | 2         | +2        |
|                        | Juntos por Loreto (JxL)                                                    | 3,055        | 2.15         | Nuevo        | 0         | ±0        |
|                        | Movimiento Independiente Político Voluntad General Amazónica - VOGA (VOGA) | 2,153        | 1.52         | Nuevo        | 0         | ±0        |
|                        | Fuerza Loretana (FL)                                                       | 994          | 0.70         | n/a          | 0         | ±0        |
|                        | Acción Popular (AP)                                                        | 423          | 0.30         | –4.85        | 0         | ±0        |
|                        | Juntos por el Perú (JP)                                                    | 313          | 0.22         | Nuevo        | 0         | ±0        |
|                        | Fuerza Popular (FP)                                                        | 311          | 0.22         | –2.11        | 0         | ±0        |
|                        | Perú Libre (PL)                                                            | 261          | 0.18         | Nuevo        | 0         | ±0        |
|                        | Avanza País (AvP)                                                          | 243          | 0.17         | Nuevo        | 0         | ±0        |
|                        |                                                                            |              |              |              |           |           |
| Total                  | Total                                                                      | 141,850      |              |              | 10        | ±0        |
|                        |                                                                            |              |              |              |           |           |
| Votos válidos          | Votos válidos                                                              | 141,850      | 84.05        | +1.33        |           |           |
| Votos en blanco        | Votos en blanco                                                            | 16,148       | 9.57         | +1.14        |           |           |
| Votos nulos            | Votos nulos                                                                | 10,775       | 6.38         | –2.47        |           |           |
| Votos emitidos         | Votos emitidos                                                             | 168,773      | 65.69        | –2.98        |           |           |
| Abstenciones           | Abstenciones                                                               | 88,150       | 34.31        | +2.98        |           |           |
| Votantes registrados   | Votantes registrados                                                       | 256,923      |              |              |           |           |
|                        |                                                                            |              |              |              |           |           |
| Fuente:                |                                                                            |              |              |              |           |           |

### Resultados por distrito
La siguiente tabla enumera el control de los distritos de la provincia de Maynas. El cambio de mando de una organización política se resalta del color de ese partido.
| Distrito          | Alcalde(sa) titular         | Partido político | Partido político                | Alcalde(sa) electo(a)     | Partido político | Partido político                |
| ----------------- | --------------------------- | ---------------- | ------------------------------- | ------------------------- | ---------------- | ------------------------------- |
| Alto Nanay        | Carlos Yumbato del Águila   |                  | Restauración Nacional           | Elsa Ferreyra Tuesta      |                  | Alianza para el Progreso        |
| Belén             | Gerson Lecca García         |                  | Restauración Nacional           | César Vidaurre Floridas   |                  | Somos Perú                      |
| Fernando Lores    | Clever Ruiz Ruiz            |                  | Restauración Nacional           | Hernán Zapata Arrunátegui |                  | Esperanza Región Amazónica      |
| Indiana           | Marlon Rengifo Crisóstomo   |                  | Movimiento Integración Loretana | Jorge Saldaña Tenazoa     |                  | Alianza para el Progreso        |
| Las Amazonas      | Américo Godoy Pérez         |                  | Movimiento Integración Loretana | José Almeida Vásquez      |                  | Movimiento Independiente Loreto |
| Mazán             | Víctor Lozano Calampa       |                  | Restauración Nacional           | Mauro Díaz Góngora        |                  | Esperanza Región Amazónica      |
| Napo              | Gil Ruiz Río                |                  | Unión por el Perú               | Hugo Angulo Mosquera      |                  | Somos Perú                      |
| Punchana          | Jane Donayre Chávez         |                  | Esperanza Región Amazónica      | Olmex Escalante Chota     |                  | Loreto para Todos               |
| San Juan Bautista | José Arévalo Pinedo         |                  | Restauración Nacional           | Joel Parimango Álvarez    |                  | Reivindiquemos Loreto           |
| Torres Causana    | Enrique Coquinche Coquinche |                  | Restauración Nacional           | Gil Grefa Ashanga         |                  | Somos Perú                      |